# Alfred Wiedensohler
Alfred Wiedensohler (* 13. April 1955 in Jülich) ist ein deutscher Physiker. International bekannt geworden ist er durch seine Arbeit in der Aerosolforschung.

## Karriere
Alfred Wiedensohler studierte von 1976 bis 1983 an der Universität Duisburg-Essen Elektrotechnik. Im Juni 1989 erhielt Wiedensohler seinen Doktor in eben diesem Fach. Im selben Jahr trat er als Forscher und später Assistenzprofessor der Abteilung für Nuklearphysik an der Universität Lund bei, an der er bis 1993 wirkte. Über diese Zeit berichtete Wiedensohler: „I had a wonderful and successful time in Lund. I am very grateful especially to Hans-Christen Hansson, who supported me all the time.“ („Ich hatte eine wundervolle und erfolgreiche Zeit in Lund. Ich bin vor allem Hans-Christian Hansson dankbar, der mich über den gesamten Zeitraum unterstützt hat.“)
1994 wurde er Leiter der Arbeitsgruppe „Troposphärische Aerosole“ am Leibniz-Institut für Troposphärenforschung und leitete später bis Ende 2020 die Abteilung „Experimentelle Aerosol- und Wolkenphysik“. Seit Januar 1996 war er Privatdozent und seit Mai 2005 außerordentlicher Professor am Institut für Meteorologie, Fakultät für Physik und Geowissenschaften an der Universität Leipzig.
Im Dezember 2004 erhielt Wiedensohler eine dreijährige Gastprofessur am „College of Environmental Science and Technology“ an der Universität Peking. Seit Oktober 2018 ist er außerplanmäßiger Professor im „Department of Environmental Science and Engineering“ an der Fudan-Universität Shanghai und seit Januar 2020 außerplanmäßiger Professor am „Institute of Environmental Science and Meteorology“ an der University of the Philippines, Diliman, in Quezon City, Metro Manila. Weiterhin war er von 2013 bis 2018 Chefredakteur des Journals „Atmospheric Environment“.
Wiedensohler leitet seit 2002 das World Calibration Center for Aerosol Physics (WCCAP) der WMO (Weltorganisation für Meteorologie) sowie seit 2015 das European Center for Aerosol Calibration (ECAC) im Rahmen von ACTRIS-II (europäisches Forschungsinfrastruktur-Projekt für Aerosol, Wolken und Spurengase). Seit 2021 war Wiedensohler Interimsdirektor und ist seit April 2023 Direktor der „Central Facility“ CAIS-ECAC (Center for Aerosol In-Situ Measurements – European Center for Aerosol Calibration & Characterization) innerhalb von ACTRIS-ERIC (European Research Infrastructur Consortium, ab April 2023). Er ist zuständig für die Koordination der Implementierung der Aerosol-In-Situ-Messstationen sowie deren Qualitätssicherung und -kontrolle während der Implementierungsphase bis Ende 2026.
Einem von Wiedensohler 2004 mitverfassten Artikel wurde 2014 der Haagen-Smit-Preis der Zeitschrift „Atmospheric Environment“ zuerkannt. Er erhielt die Auszeichnung „Highly Cited Researcher“ von Thomson Reuters in den Jahren 2014 bis 2017. In Reuters’ „webofknowledge“ ist Wiedensohlers H-Index im März 2025 mit 93 und die Anzahl der wissenschaftlichen Publikationen im Bereich Aerosol und Naturwissenschaften mit 495 angegeben. Seine Forschung fokussiert sich auf die physikalische Charakterisierung und die Klimatologie von atmosphärischen Aerosolen sowie die Entwicklung von neuen wissenschaftlichen Aerosol-Instrumenten.

## Ehrenamt & Gremien
Alfred Wiedensohler ist als ehrenamtlicher Richter am Sozialgericht Leipzig tätig.
Er ist seit 1997 Mitglied der „Scientific Advisory Group for Aerosols“ im Rahmen vom Global Atmosphere Watch.